# Ambanjabe
Ambanjabe est une commune urbaine malgache située dans la partie ouest de la région de Sofia.